# Pseudogekko brevipes
Espèce
Synonymes
- Lepidodactylus brevipes Boettger, 1897

Statut de conservation UICN

 VU B1ab(iii) : Vulnérable
Pseudogekko brevipes est une espèce de geckos de la famille des Gekkonidae.

## Répartition
Cette espèce est endémique des Philippines.

## Étymologie
Le nom spécifique brevipes vient du latin brevis, court, et de pes, le pied, en référence à l'aspect de ce saurien.

## Publication originale
- (de) Boettger, 1897 : Neue Reptilien und Batrachier von den Philippinen. Zoologischer Anzeiger, vol. 20, p. 161-166 (texte intégral).